# 咸陽郡

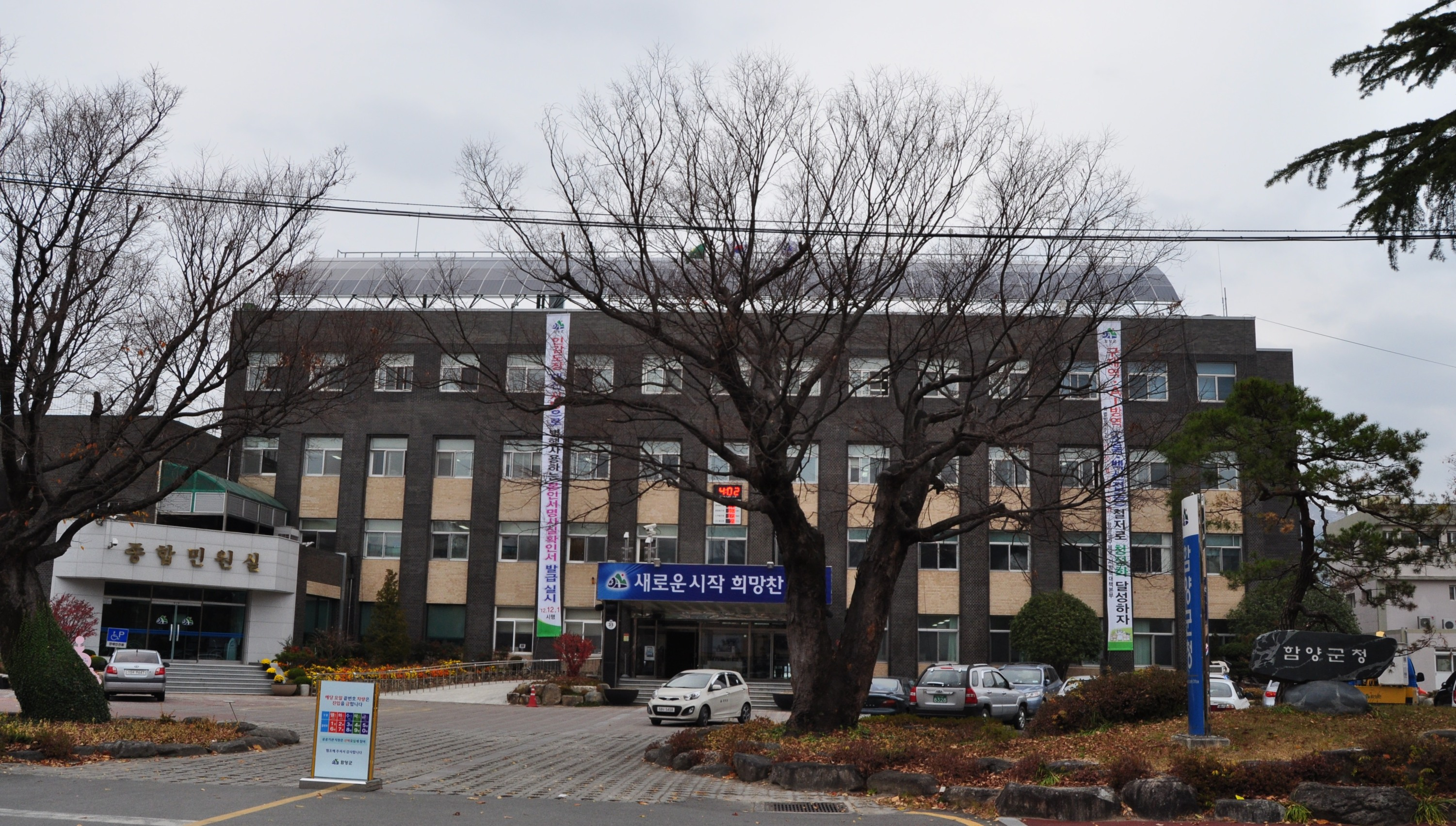
咸陽郡庁

咸陽郡（ハミャンぐん、かんようぐん）は、大韓民国慶尚南道の西部にある郡である。郡の西部を全北特別自治道と接している。郡の動物はツキノワグマである。

## 歴史
新羅時代は速含郡または含郡/含城と呼ばれた。景徳王時に天嶺郡に直して雲峰県と利安県の2つの領県を置いた。その後、高麗成宗の時、許州郡と呼ばれ、許州都団練使が置かれた。高麗顕宗3年（1012年）に降格し、含陽郡に改称された後、含を同音の咸に直した。その後はまた県になって、1395年（太祖4年）に郡に昇格した。
- 1629年（仁祖7年） - 咸陽県に降格。
- 1729年（英祖5年） - 咸陽府に昇格。
- 1788年（正祖12年） - 咸陽郡に復元。
- 1895年6月23日（旧暦閏5月1日）- 晋州府咸陽郡に改編。[3]
- 1896年8月4日 - 慶尚南道咸陽郡に改編。[4]
- 1914年4月1日 - 郡面併合により、安義郡の一部（北上面・古県面・北下面・東里面・南里面を除く）が咸陽郡に編入。咸陽郡に以下の面が成立（13面）。[5]
  - 渭城面・席卜面・池谷面・休川面・柳林面・水東面・瓶谷面・馬川面・栢田面・安義面・大知面・西下面・西上面

| 朝鮮総督府第111号 |              |            |                                                                        |                                                                        |
| 旧行政区画        | 旧行政区画   | 新行政区画 | 新行政区画                                                             | 新行政区画                                                             |
| 咸陽郡徳谷面      | 咸陽郡徳谷面 | 池谷面     | 개평리、덕암리、마산리、시목리、창평리、평촌리                         | 개평리、덕암리、마산리、시목리、창평리、평촌리                         |
| 咸陽郡池内面      | 咸陽郡池内面 | 池谷面     | 공배리、보산리                                                         | 공배리、보산리                                                         |
| 咸陽郡毛看面      | 咸陽郡柏吐面 | 池谷面     | 도촌리                                                                 | 남효리                                                                 |
| 咸陽郡毛看面      | 咸陽郡柏吐面 | 水東面     | 우명리、원평리                                                         | 내백리、상백리                                                         |
| 咸陽郡道北面      | 咸陽郡道北面 | 水東面     | 도북리、죽산리、하교리                                                 | 도북리、죽산리、하교리                                                 |
| 咸陽郡沙斤面      | 咸陽郡沙斤面 | 水東面     | 화산리                                                                 | 화산리                                                                 |
| 咸陽郡沙斤面      | 咸陽郡沙斤面 | 柳林面     | 웅평리                                                                 | 웅평리                                                                 |
| 咸陽郡柳等面      | 咸陽郡柳等面 | 柳林面     | 서주리、손곡리、유평리                                                 | 서주리、손곡리、유평리                                                 |
| 咸陽郡藝林面      | 咸陽郡藝林面 | 柳林面     | 국계리、대궁리、장항리、화촌리                                         | 국계리、대궁리、장항리、화촌리                                         |
| 咸陽郡官邊面      | 咸陽郡官邊面 | 柳林面     | 옥매리                                                                 | 옥매리                                                                 |
| 咸陽郡官邊面      | 咸陽郡官邊面 | 渭城面     | 백천리, 신관리                                                         | 백천리, 신관리                                                         |
| 咸陽郡北川面      | 咸陽郡北川面 | 渭城面     | 교산리、대덕리、신천리                                                 | 교산리、대덕리、신천리                                                 |
| 咸陽郡元水面      | 咸陽郡元水面 | 渭城面     | 상동、하동                                                             | 상동、하동                                                             |
| 咸陽郡元水面      | 咸陽郡元水面 | 席卜面     | 웅곡리、죽곡리                                                         | 웅곡리、죽곡리                                                         |
| 咸陽郡席卜面      | 咸陽郡席卜面 | 席卜面     | 구룡리、난평리、백연리、삼산리、이은리、죽림리                         | 구룡리、난평리、백연리、삼산리、이은리、죽림리                         |
| 咸陽郡休知面      | 咸陽郡休知面 | 休川面     | 금반리、대천리、목현리、월평리、태관리、호산리                         | 금반리、대천리、목현리、월평리、태관리、호산리                         |
| 咸陽郡嚴川面      | 咸陽郡嚴川面 | 休川面     | 남호리、동강리、문정리、송전리、운서리                                 | 남호리、동강리、문정리、송전리、운서리                                 |
| 咸陽郡馬川面      | 咸陽郡馬川面 | 馬川面     | 가흥리、강청리、구양리、군자리、덕전리、삼정리、의탄리、창원리、추성리 | 가흥리、강청리、구양리、군자리、덕전리、삼정리、의탄리、창원리、추성리 |
| 咸陽郡柏田面      | 咸陽郡柏田面 | 柏田面     | 경백리、구산리、대안리、백운리、양백리、오천리、운산리、평정리         | 경백리、구산리、대안리、백운리、양백리、오천리、운산리、평정리         |
| 咸陽郡甁谷面      | 咸陽郡甁谷面 | 甁谷面     | 광평리、도천리、송평리、연덕리、원산리、월암리、옥계리                 | 광평리、도천리、송평리、연덕리、원산리、월암리、옥계리                 |
| 安義郡県内面      | 安義郡県内面 | 安義面     | 교북리、금천리、이전리、당본리、석천리、월림리                         | 교북리、금천리、이전리、당본리、석천리、월림리                         |
| 安義郡黄谷面      | 安義郡黄谷面 | 安義面     | 진목리、춘전리、황곡리                                                 | 진목리、춘전리、황곡리                                                 |
| 安義郡草岾面      | 安義郡草岾面 | 安義面     | 도림리、초동리                                                         | 도림리、초동리                                                         |
| 安義郡大垈面      | 安義郡大垈面 | 安義面     | 봉산리                                                                 | 봉산리                                                                 |
| 安義郡大垈面      | 安義郡大垈面 | 大知面     | 귀곡리、대대리                                                         | 귀곡리、대대리                                                         |
| 安義郡知代面      | 安義郡知代面 | 大知面     | 상원리、신안리、하원리                                                 | 상원리、신안리、하원리                                                 |
| 安義郡西上面      | 安義郡西上面 | 西上面     | 금당리、대남리、도천리、상남리、옥산리、중남리                         | 금당리、대남리、도천리、상남리、옥산리、중남리                         |
| 安義郡西下面      | 安義郡西下面 | 西下面     | 다곡리、봉전리、송계리、운곡리、황산리                                 | 다곡리、봉전리、송계리、운곡리、황산리                                 |

- 1933年1月1日 - 大知面が安義面に編入し、[6]渭城面が咸陽面に改称。（12面）
- 1957年10月21日 - 咸陽面・席卜面が合併して咸陽邑に昇格。[7]（1邑10面）
- 1972年 - 安義面の一部（真木里・春田里）が居昌郡南上面に編入。（1邑10面）
- 1976年 - 休川面に嚴川出張所を設置した。
- 1988年 - 咸陽邑上洞を雲林里、下洞を龍坪里に改称した。
- 1998年 - 休川面嚴川出張所を廃止した。

## 行政

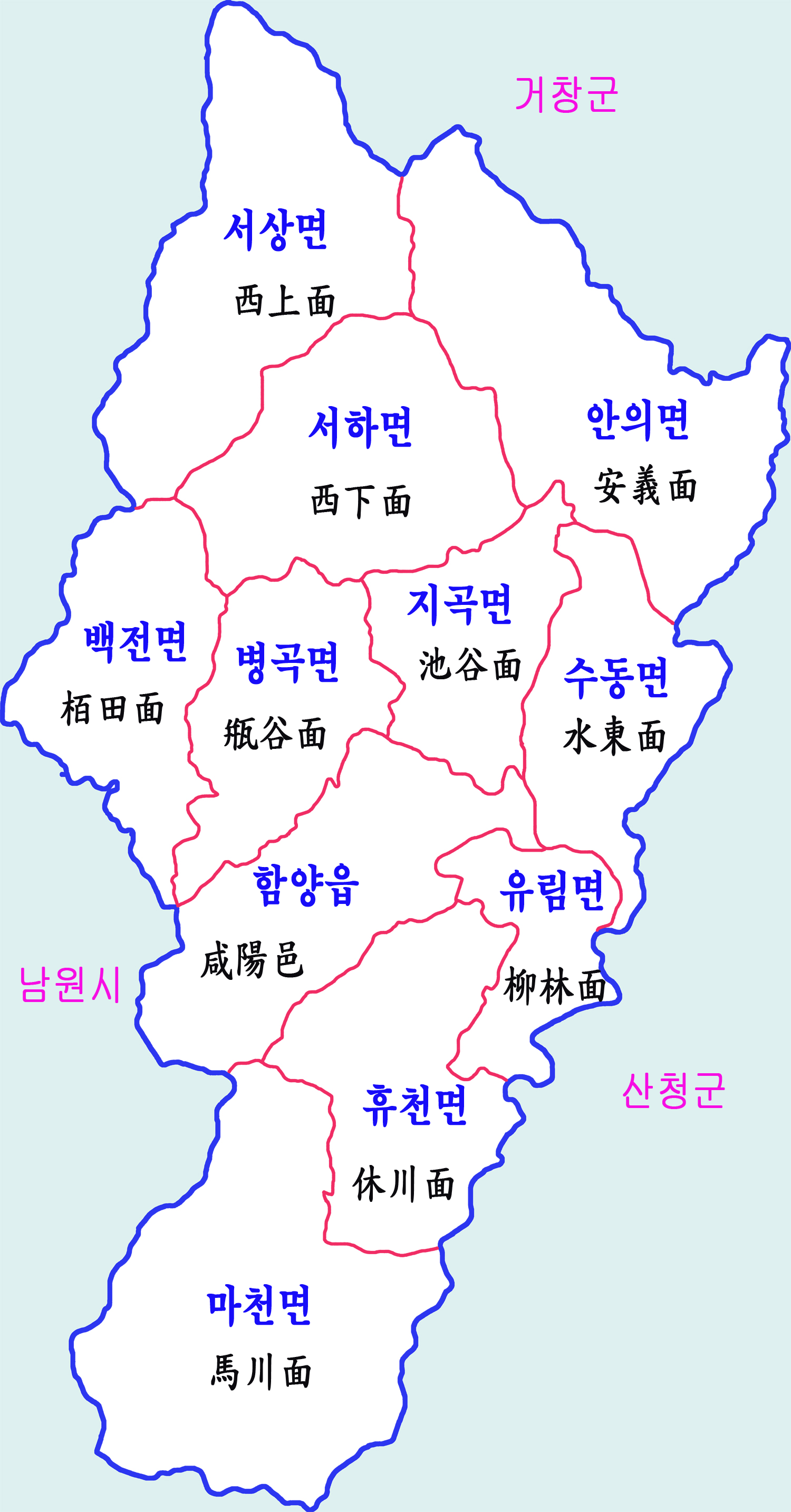
行政区域図

### 行政区域
| 邑・面 | 法定里 |
| ------ | --- |
| 咸陽邑 | 校山里、雲林里、龍坪里、吏隠里、白川里、新官里、新泉里、大徳里、栢淵里、蘭坪里、九龍里、三山里、竹谷里、熊谷里、竹林里 |
| 池谷面 | 介坪里、功倍里、馬山里、宝山里、徳岩里、南孝里、島村里、柿木里、倉坪里、坪村里                                         |
| 休川面 | 金盤里、木峴里、雲西里、文正里、棟江里、月坪里、台官里、湖山里、大川里、松田里、南湖里                                 |
| 柳林面 | 菊渓里、獐項里、蓀谷里、西州里、大宮里、花村里、玉梅里、熊坪里、柳坪里                                                 |
| 水東面 | 内栢里、道北里、上栢里、牛鳴里、院坪里、竹山里、花山里、下橋里                                                         |
| 瓶谷面 | 玉渓里、延徳里、道川里、月岩里、光坪里、元山里、松坪里                                                                 |
| 馬川面 | 昌元里、江清里、楸城里、佳興里、九楊里、三丁里、徳田里、君子里、義灘里                                                 |
| 栢田面 | 敬白里、五泉里、亀山里、大安里、坪亭里、白雲里、両栢里、雲山里                                                         |
| 安義面 | 校北里、上源里、新安里、下源里、貴谷里、大垈里、鳳山里、月林里、錦川里、石川里、堂本里、泥田里、道林里、草東里、黄谷里 |
| 西下面 | 茶谷里、鳳田里、黄山里、松渓里、雲谷里                                                                                 |
| 西上面 | 金塘里、大南里、道川里、玉山里、上南里、中南里                                                                         |

### 警察
- 咸陽警察署

### 消防
- 咸陽消防署

## 交通

### 高速道路
- 統営-大田・中部高速道路
  - 咸陽ジャンクション - 咸陽サービスエリア - 池谷インターチェンジ - 西上インターチェンジ
- 光州-大邱高速道路
  - 咸陽ジャンクション - 咸陽インターチェンジ - 竹山サービスエリア

### 国道
- 国道3号
- 国道24号線 (韓国)
- 国道26号線 (韓国)

## 名所
- 智異山国立公園
- 徳裕山国立公園